# Урожайное (Томаковский район)
Урожайное (укр. Урожайне) — село,
Владимировский сельский совет,
Томаковский район,
Днепропетровская область,
Украина.
Код КОАТУУ — 1225481011. Население по переписи 2001 года составляло 114 человек.

## Географическое положение
Село Урожайное находится на расстоянии в 1 км от села Новониколаевка и в 1,5 км от села Гарбузовка.
Рядом проходят автомобильная дорога Н-23 и
железная дорога, станция Колгоспна в 2-х км.